# Puntius
Puntius ist eine Gattung kleiner bis mittelgroßer süd- und südostasiatischer Karpfenfische (Cyprinidae). Puntius-Arten kommen auf dem Indischen Subkontinent, Sri Lanka, dem festländischen Südostasien, den Großen Sundainseln, Bali, und im südöstlichen Ostasien vor. Die Gattung umfasste ursprünglich über 145 Arten, galt aber als hochgradig poly- und paraphyletisch, bildete also keine Einheit von Arten die von einem gemeinsamen Vorfahren abstammen, der nicht auch Vorfahre von weiteren Arten ist, die nicht zu Puntius gehören. Im Jahr 2012 wurden viele, vor allem südindische Arten den neu aufgestellten Gattungen Dawkinsia, Haludaria und Pethia zugeordnet, während im November 2013 einige südostasiatische Arten den neu aufgestellten Gattungen Desmopuntius, Oliotius, Puntigrus, Striuntius zugeordnet wurden und zwei weitere südindische in die neue Gattung Sahyadria gestellt wurden.

## Merkmale
Puntius-Arten erreichen als ausgewachsene Fische normalerweise eine Standardlänge von weniger als 12 cm. Der Körper der Puntius-Arten ist seitlich abgeflacht und langgestreckt. Diagnostische Merkmale der Gattung sind eine Rückenflosse mit 3 oder 4 unverzweigten und 8 verzweigten Flossenstrahlen und eine Afterflosse mit 3 unverzweigten und 5 verzweigten Flossenstrahlen. Der letzte unverzweigte Flossenstrahl der Rückenflosse ist schwach oder kräftig ausgebildet, hinten nicht gezähnt und an seiner Spitze segmentiert. Die Seitenlinie ist vollständig mit 22 bis 28 mit Poren versehener Schuppen. Maxillar-Barteln können vorhanden sein oder fehlen. Rostral-Barteln fehlen stets. Die Lippen sind glatt und dünn. Auf dem ersten Kiemenbogen finden sich 12 bis 20 Kiemenrechen. Die einfachen Kiemenrechen sind zugespitzt (nicht verzweigt oder lamellenartig (abgeplattet)). Freie Uroneuralia sind vorhanden, 4 Wirbel mit Dornfortsätzen (Supraneuralien), 12 bis 14 Wirbel finden sich im Abdomen und 14 bis 16 in der Schwanzwirbelsäule. Der Infraorbitalknochen Nr. 3 (Knochen um die Augen) ist schlank, die fünfte Ceratobranchiale, ein Knochen des Kiemenbogens, ist schmal. Zahnformel für die Schlundzähne: 5+3+2. Zu den farblichen Kennzeichen der Gattung gehören ein mehr oder weniger deutlich sichtbarer dunkler Fleck auf dem Schwanzstiel.

## Arten

### Puntiussensu stricto
Bisher wurden etwa 220 Arten beschrieben, von denen über 145 Anfang 2012 gültig waren. Seitdem wurden viele, vor allem südindische Arten den neu aufgestellten Gattungen Dawkinsia, Haludaria, Pethia und Sahyadria zugeordnet, während einige südostasiatischen Arten seit November 2013 Barbodes oder den neu aufgestellten Gattungen Desmopuntius, Oliotius, Puntigrus und Striuntius zugeordnet wurden. Mitte 2023 wurden schließlich auch die Bitterlingsbarbe und die Zweifleckbarbe, die bis dahin noch zu Puntius gehörten, in eigenständige, monotypische Gattungen verschoben (Rohanella und Plesiopuntius).
Die im Folgenden gelisteten Arten zeigen die im obigen Abschnitt genannten diagnostischen Merkmale der Gattung:

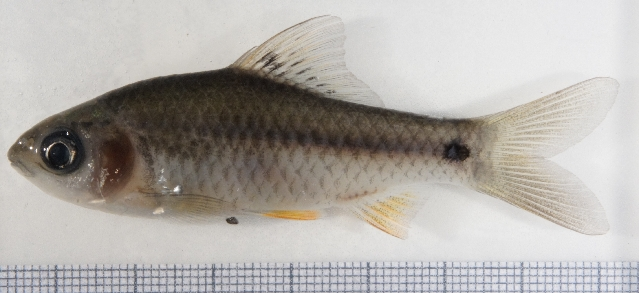
Kiemenfleckbarbe (Puntius chola)

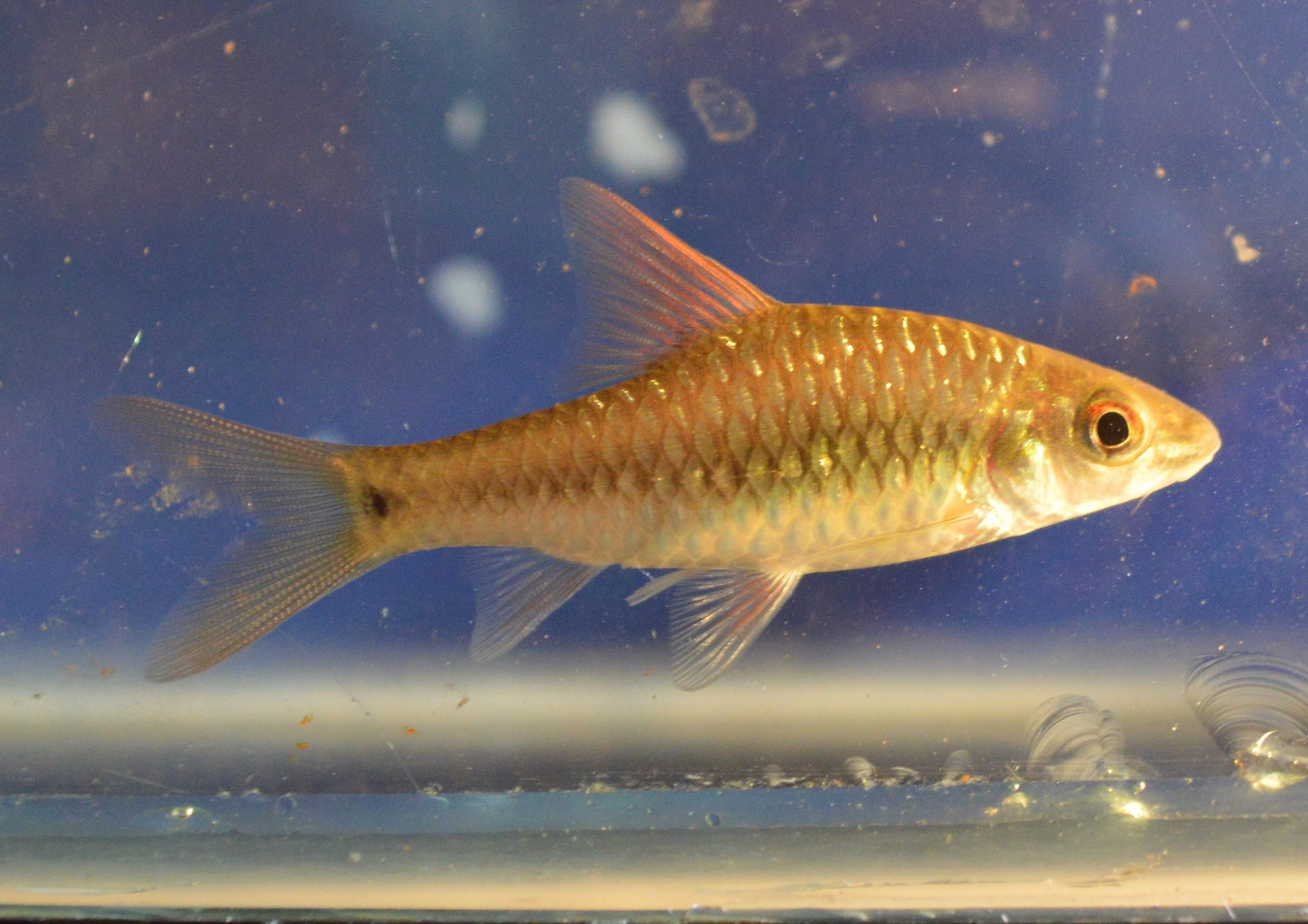
Kelums Barbe (Puntius kelumi)

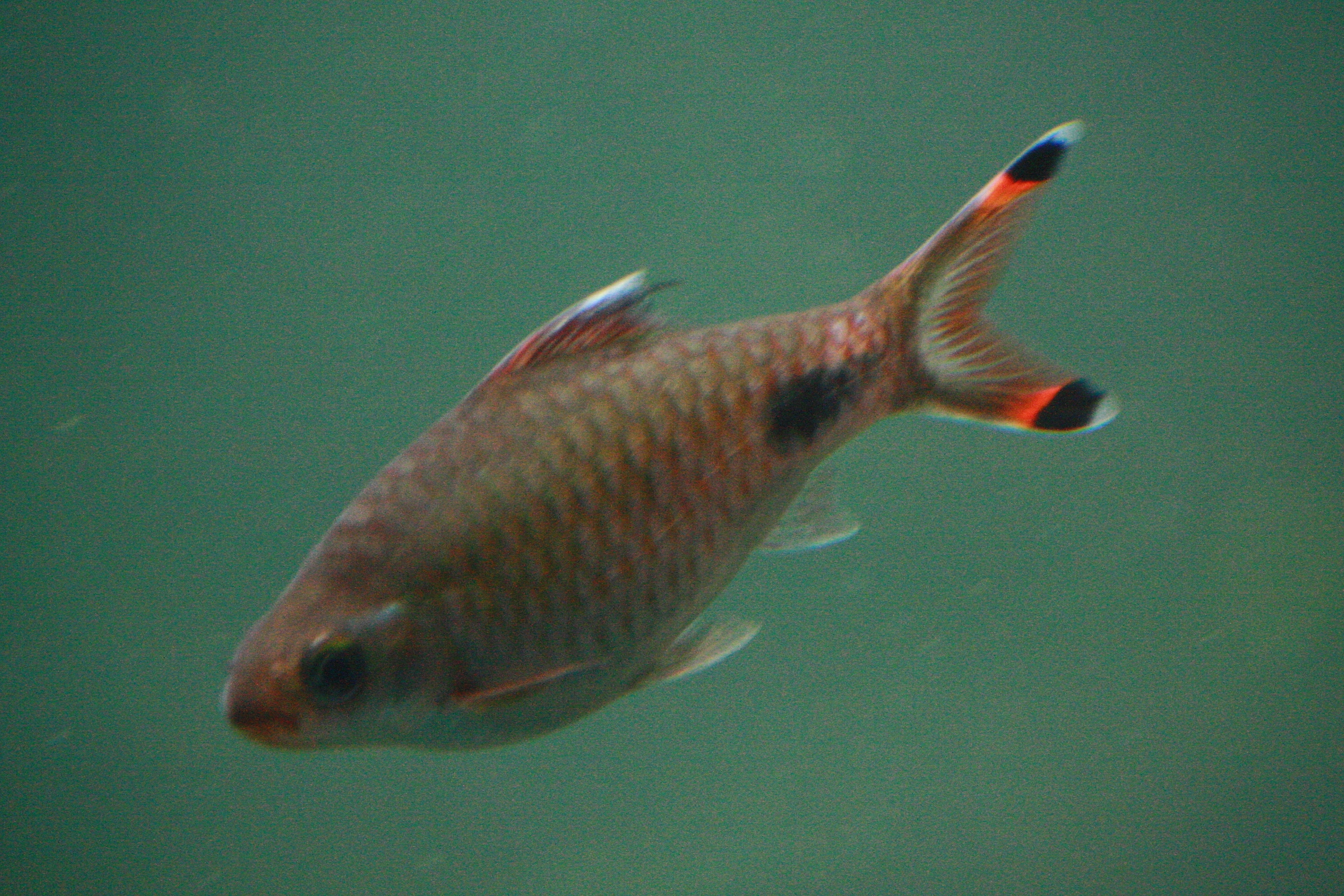
Mahecola-Barbe (Puntius mahecola)

- Puntius amphibius (Valenciennes, 1842)
- Puntius arenatus (Day, 1878)
- Puntius brevis (Bleeker, 1850)
- Puntius burmanicus (Day, 1878)
- Puntius cauveriensis (Hora, 1937)
- Kiemenfleckbarbe (Puntius chola Hamilton, 1822)
- Puntius crescentus Yazdani & Singh, 1994
- Puntius dolichopterus Plamoottil, 2015
- Puntius dorsalis (Jerdon, 1849)
- Puntius euspilurus Plamoottil, 2016
- Puntius kamalika Silva, Maguwage & Pethiyagoda, 2008
- Puntius kelumi Pethiyagoda, Silva, Maduwage & Meegaskumbura, 2008
- Puntius kyphus Plamoottil 2019
- Puntius layari (Günther, 1868)
- Puntius madhusoodani Krishna Kumar, Benno Pereira & Radhakrishnan, 2012
- Mahecola-Barbe (Puntius mahecola Valenciennes, 1844)
- Puntius masyai (Smith, 1945)[1]
- Puntius melanostigma (Day, 1878)
- Puntius mudumalaiensis (Menon & Rema Devi, 1992)
- Puntius muzaffarpurensis (Srivastava, Verma & Sharma, 1977)
- Puntius narayani (Hora, 1937)
- Puntius nelsoni Plamoottil, 2015
- Puntius nigronotus Plamoottil, 2015
- Puntius ocellus Plamoottil & Vineeth, 2020
- Puntius parrah (Day, 1865)
- Puntius pugio Kullander, 2008
- Puntius sanctus Plamoottil, 2020
- Puntius sophoroides (Günther, 1868)[1]
- Orangefleckbarbe (Puntius sophore Hamilton, 1822) (Typusart)
- Goldfleckbarbe (Puntius terio)
- Puntius thermalis (Valenciennes, 1844)
- Puntius viridis Plamoottil & Abraham, 2014[5]
- Puntius waageni (Day, 1871)

### Weitere Arten
Einige indische Barbenarten zeigen einen ungewöhnlich hohe Anzahl von Seitenlinienschuppen (mehr als 40), wurden aktuell nicht neu zugeordnet und verbleiben vorläufig in Puntius.

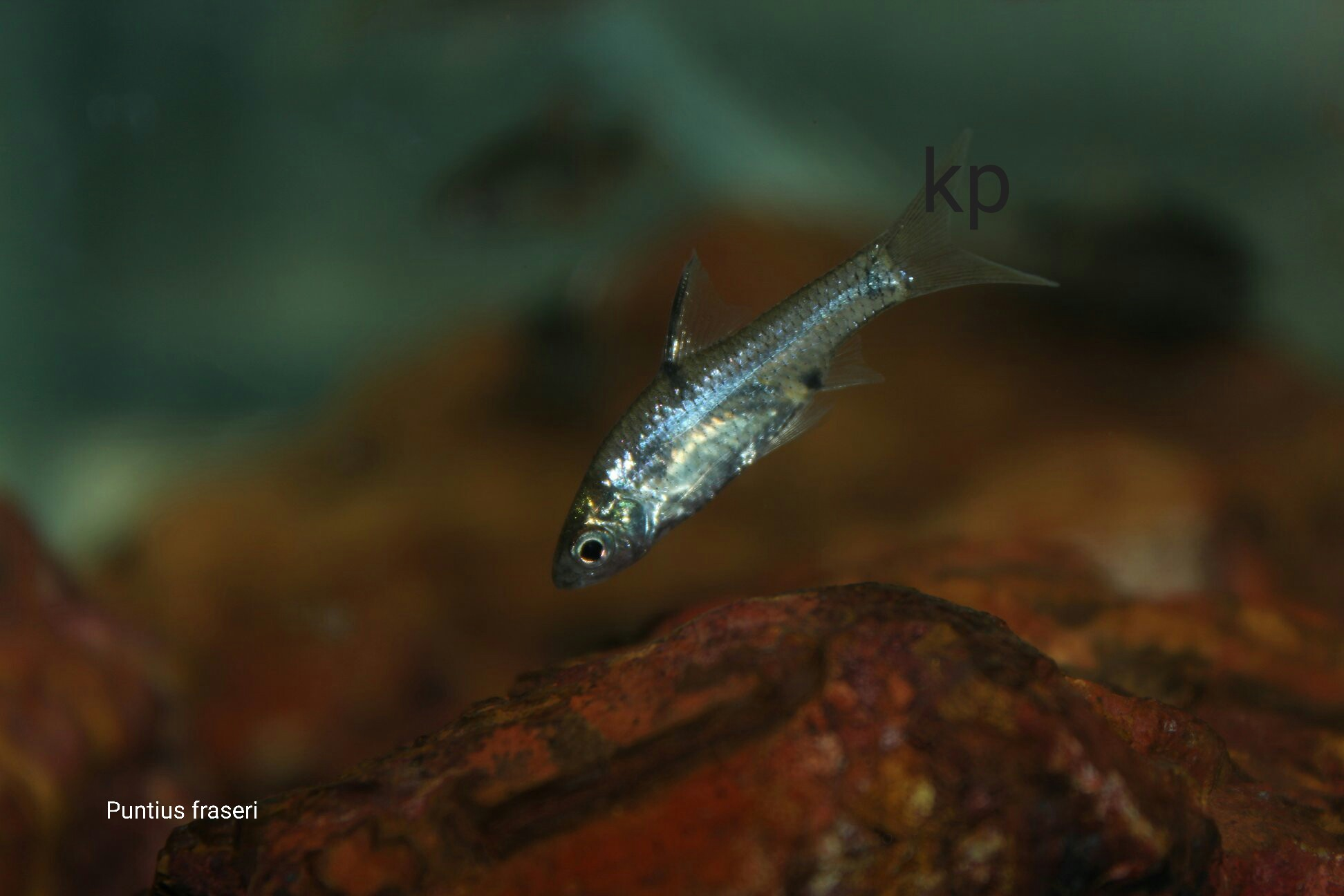
Puntius fraseri

- Puntius deccanensis Yazdani & Babu Rao, 1976
- Puntius fraseri (Hora & Misra, 1938)
- Puntius sharmai Menon & Rema Devi, 1993
- Puntius punjabensis (Day, 1871)
- Puntius ophicephalus (Raj, 1941)
- Puntius guganio (Hamilton, 1822)
- Puntius nangalensis Jayaram, 1990

Weitere Arten die vorläufig in Puntius verbleiben sind:
- Puntius ambassis (Day, 1869)
- Puntius aphya (Günther, 1868)
- Puntius asoka Kottelat & Pethiyagoda, 1989

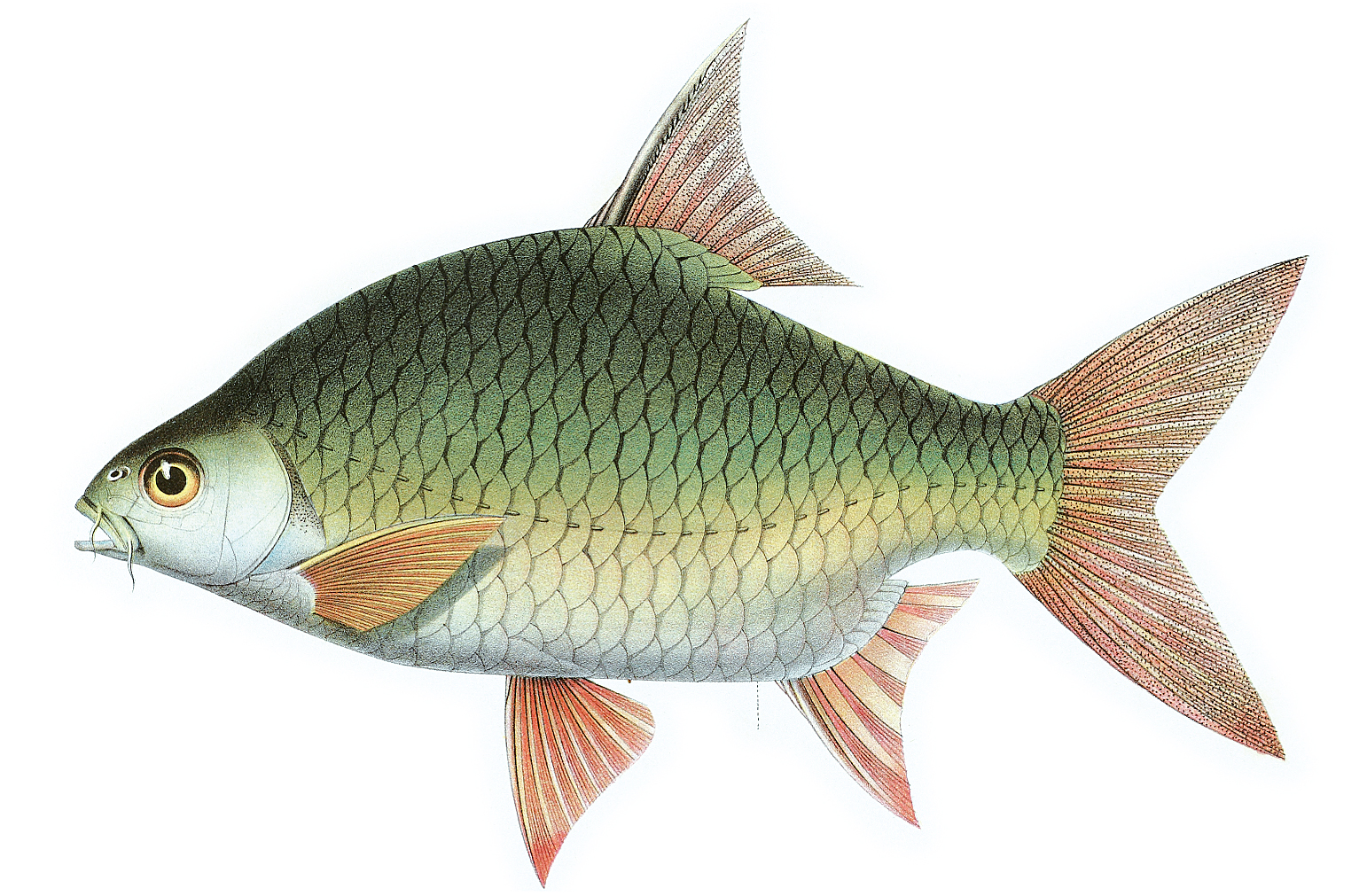
Puntius bramoides

- Puntius ater Linthoingambi & Vishwanath, 2007
- Bandulabarbe (Puntius bandula Kottelat & Pethiyagoda, 1991)
- Puntius bramoides (Valenciennes, 1842)
- Puntius chelynoides (McClelland, 1839)
- Puntius compressiformis (Cockerell, 1913)
- Puntius dorsimaculatus (Ahl, 1923)
- Puntius leiacanthus (Bleeker, 1860)
- Puntius martenstyni Kottelat & Pethiyagoda, 1991
- Puntius montanoi Sauvage, 1881
- Puntius morehensis Arunkumar & Tombi Singh, 1998
- Puntius okae (Fowler, 1949)
- Puntius paucimaculatus Wang & Ni, 1982
- Puntius pleurotaenia Bleeker, 1863
- Puntius puntio (Hamilton, 1822)
- Puntius sachsii (Ahl, 1923)
- Puntius schanicus (Boulenger, 1893)
- Puntius snyderi (Oshima, 1919)
- Puntius spilopterus (Fowler, 1934)
- Puntius takhoaensis Nguyen & Doan, 1969
- Goldfleckbarbe (Puntius terio Hamilton, 1822)